# Georgie Gent
Georgie Gent (poprzednio Stoop, ur. 13 stycznia 1988 w Cambridge), brytyjska tenisistka.
Starty w zawodowych turniejach rozpoczęła już cztery dni po ukończeniu czternastu lat, 17 stycznia 2004 roku. Zagrała kwalifikacje do turnieju ITF w Hull, które wygrała i wystąpiła w turnieju głównym. Przegrała jednak w pierwszym meczu z Suriną de Beer z RPA i odpadła z turnieju. Pierwsze poważniejsze sukcesy odniosła w następnym roku, na turnieju w Bournemouth, gdzie wystąpiła zarówno w grze singlowej jak i deblowej. W singlu osiągnęła finał imprezy, który przegrała ze Szwajcarką Gaelle Widmer a w deblu - półfinał, w parze z Natashą Khan. W 2006 roku wygrała dwa turnieje deblowe, w Frinton i Nottingham, na których dotarła także do finałów gry pojedynczej a które przegrała odpowiednio z Irena Pavlovic i Anną Smith. Pierwszy singlowy turniej wygrała jeszcze tego samego roku w Nuriootpa, w Australii, gdzie w finale pokonała Amerykankę Raquel Kops-Jones. W sumie wygrała dwa turnieje w grze pojedynczej i dwa w grze podwójnej rangi ITF.
W czerwcu 2006 roku otrzymała od organizatorów dziką kartę do udziału w kwalifikacjach turnieju WTA, AEGON International w Eastbourne, ale przegrała w pierwszej rundzie z Akiko Morigami. Tydzień później, również z dziką kartą wystartowała w kwalifikacjach do turnieju wielkoszlemowego w Wimbledonie ale i tym razem przegrała już w pierwszym meczu, ulegając Stéphanie Cohen-Aloro. W 2008 roku ponownie z dziką kartą zagrała, w parze z Anną Smith, w kwalifikacjach Wimbledonu w grze podwójnej. Po wygraniu pierwszej rundy z parą Ani Maret/Séverine Brémond przegrały drugą, decydującą z parą Andrea Hlaváčková/Olha Sawczuk, ale i tak awansowały do turnieju głównego jako tzw. Lucky loser (szczęśliwy przegrany). Przegrały jednak w pierwszej rundzie z hiszpańską parą Nuria Llagostera Vives/María José Martínez Sánchez. Grała tam także w grze pojedynczej ale odpadła w pierwszej rundzie kwalifikacji. W 2009 roku zagrała kwalifikacje gry singlowej do trzech turniejów wielkoszlemowych, ale oprócz Australian Open, gdzie wygrała pierwszy mecz z Alexą Glatch w pozostałych turniejach, tzn. Roland Garros i US Open przegrywała w pierwszej rundzie. Do turnieju w Wimbledonie nie grała kwalifikacji ale dzięki dzikiej karcie wystąpiła od razu w turnieju głównym, w którym przegrała po trzysetowym meczu z Wierą Zwonariową. Na tych samych zasadach zagrała też w grze podwójnej, gdzie w parze z Laurą Robson wygrały pierwszą rundę, pokonując parę Jade Curtis/Anna Smith, ale przegrały drugą z Swietłaną Kuzniecową i Amélie Mauresmo.
4 maja 2009 roku osiągnęła swoją najwyższą pozycję w światowym rankingu WTA - miejsce 178.

## Wygrane turnieje rangi ITF
| turnieje z pulą nagród 100 000 $ |
| turnieje z pulą nagród 75 000 $  |
| turnieje z pulą nagród 50 000 $  |
| turnieje z pulą nagród 25 000 $  |
| turnieje z pulą nagród 15 000 $  |
| turnieje z pulą nagród 10 000 $  |

### Gra pojedyncza
|    | Data       | Turniej   | Kat. | ($)    | Naw.   | Finalistka        | Wynik         |
| 1. | 26/11/2006 | Nuriootpa | ITF  | 25 000 | twarda | Raquel Kops-Jones | 6:3, 4:6, 6:1 |
| 2. | 02/08/2009 | Vigo      | ITF  | 25 000 | twarda | Katie O’Brien     | 7:5, 6:2      |